# Chaplin desconocido
Chaplin desconocido (Unknown Chaplin en inglés) es un reportaje documental de televisión británico en tres partes, sobre la carrera cinematográfia de Charles Chaplin.
El reportaje fue dirigido y escrito por los historiadores de cine Kevin Brownlow y David Gill, quienes contaron con material inédito del archivo cinematográfico privado de Chaplin, gracias a la donación de su viuda Oona O'Neill. El primer episodio contenía una gran cantidad de tomas de las películas del periodo de Chaplin en la Mutual, durante los años 1916 y 1917, con secuencias aportadas por el coleccionista privado Raymond Rohauer. 
El documental también contiene entrevistas a la segunda esposa de Chaplin, Lita Grey, a su hijo Sydney Chaplin, y a sus compañeros de rodaje Jackie Coogan, Dean Riesner, Georgia Hale y Virginia Cherrill.